# Самборский сахарный завод
Самборский сахарный завод — предприятие пищевой промышленности в городе Самбор Львовской области Украины, прекратившее своё существование.

## История
Сахарный завод перерабатывающей мощностью 12 тыс. центнеров свеклы в сутки был построен в соответствии с пятым пятилетним планом развития народного хозяйства СССР и введён в эксплуатацию в 1955 году.
Для работников завода в северной части города был построен жилой микрорайон. Также на балансе предприятия находился заводской клуб (при котором действовала библиотека, кружки художественной самодеятельности для взрослых и кружки музыкального образования для детей).
В соответствии с семилетним планом развития народного хозяйства (1959 - 1965 гг.) завод был расширен, реконструирован и оснащён новейшим оборудованием (здесь были установлены диффузоры непрерывного действия, вакуум-фильтры и полуавтоматические центрифуги). Погрузочно-разгрузочные работы были механизированы. В результате, к 1968 году перерабатывающая мощность завода была увеличена до 25 тыс. центнеров сахарной свеклы в сутки.
В целом, в советское время завод входил в число крупнейших предприятий города.
После провозглашения независимости Украины завод перешёл в ведение Государственного комитета пищевой промышленности Украины. В мае 1995 года Кабинет министров Украины утвердил решение о приватизации завода. В дальнейшем, государственное предприятие было преобразовано в открытое акционерное общество.
В ноябре 2001 года хозяйственный суд Львовской области возбудил дело о банкротстве Самборского сахарного завода.
В октябре 2006 года было принято решение о превращении бывшего Самборского сахарного завода в свеклопункт для приёма и хранения сахарной свеклы.